# 다이하쓰 스토리아
다이하쓰 스토리아(일본어: ダイハツ・ストーリア)은 1998년부터 2004년까지 다이하쓰에서 생산한 경차이다. 일본에서는 도요타 듀엣(일본어: トヨタ・デュエット)이라는 이름으로도 판매했다. 해외에서는 몇몇 나라를 제외하고는 다이하츠 시리온(Daihatsu Sirion)1세대로 판매했다.